# Rushton Hall
Rushton Hall à Rushton, Northamptonshire, en Angleterre, est la maison ancestrale de la famille Tresham à partir de 1438, lorsque William Tresham, chancelier du duché de Lancastre, achète le domaine. Au XXe siècle, la maison devient une école privée et elle est maintenant transformée en hôtel de luxe. Le domaine est d'environ 227 acres dont 30 acres sont des jardins à la française. La rivière Ise coule d'ouest en est au sud du manoir.

## Histoire

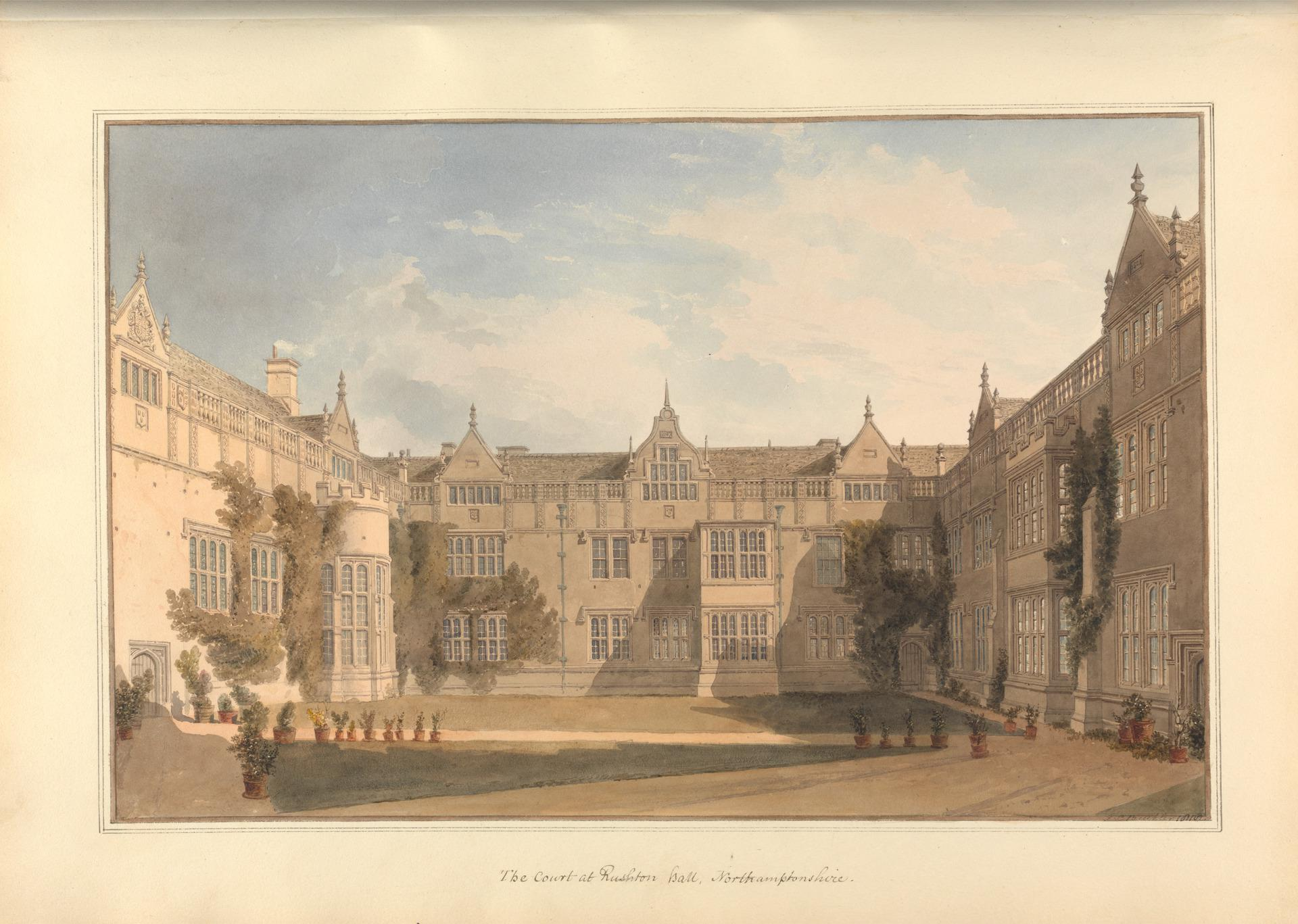
La Cour à Rushton hall, Northamptonshire - Yale Center for British Art

Rushton Hall appartient à la famille catholique Tresham depuis le XVe siècle, lorsque William Tresham achète le domaine en 1438. Il est procureur général du roi Henri V, chancelier du duché de Lancastre et président de la Chambre des communes et est assassiné en 1450. Son fils Thomas Tresham, High Sheriff du Cambridgeshire et Huntingdonshire, High Sheriff de Sussex, High Sheriff de Surrey et plus tard président de la Chambre des communes est impliqué dans les complots de John de Vere (13e comte d'Oxford), commandant principal pour Henri VII de l'armée anglaise à la Bataille de Bosworth lors de la Guerre des Deux-Roses. Sir Thomas Tresham (1500–1559), un autre membre de la famille de Rushton Hall, est député du Northamptonshire, député de Lancaster, trois fois haut shérif du Northamptonshire et est marié à Mary Parr, fille de William Parr, 1er baron Parr de Horton, et cousin de Catherine Parr, reine d'Angleterre, dernière épouse du roi Henri VIII. Le petit-fils de ce dernier, Thomas (1534-1605), également haut shérif du Northamptonshire en 1573, construit la loge triangulaire sur le terrain de la maison en 1592. Il est beau-frère par sa femme, Muriel Throckmorton, fille de Robert Throckmorton, connétable du château de Warwick, d'Edward Arden, cousin germain de Mary Shakespeare, la mère de William Shakespeare. Les Throckmortons sont connus pour leur participation à la Rébellion de Wyatt de 1554 et plus tard, au complot de Throckmorton de 1583. Leur fils, Francis Tresham, est le beau-cousin du célèbre Sir Walter Raleigh par l'intermédiaire de sa cousine Elizabeth Throckmorton et est impliqué dans la Conspiration des Poudres, le 5 novembre, comme étant l'un des principaux conspirateurs et est mort dans la Tour de Londres en 1605. Le domaine passe ensuite à son frère Lewis.
La maison est vendue en 1619 à Sir William Cockayne, lord-maire de Londres, qui est le premier gouverneur de Londonderry, en Irlande et à sa mort en 1626, elle passe à son fils aîné Charles, plus tard vicomte Cullen, qui est nommé haut shérif du Northamptonshire pour 1636–37. Sa veuve se remarie à Henry Carey, 1er comte de Douvres, arrière-arrière-petit-fils de Thomas Boleyn, 1er comte de Wiltshire, père de la reine Anne Boleyn. Le 2e vicomte, Bryen, épouse Elizabeth Trentham, l'arrière-petite-nièce d' Elizabeth Trentham, comtesse d'Oxford qui est l'épouse d'Edward de Vere, 17e comte d'Oxford considéré par les théoriciens d'Oxford comme l'authentique William Shakespeare, et à travers elle est l'héritière des domaines de Trentham, notamment l'abbaye de Rocester et le Château de Hedingham,. Le château de Hedingham est le siège ancestral de la maison de Vere depuis qu'il a été attribué à leur famille par Guillaume le Conquérant et ces domaines devaient plus tard être vendus pour financer le style de vie extravagant du couple.
En 1828, la maison est vendue à William Hope, la famille de Thomas Hope (1769–1831), propriétaire de la banque Hope & Co. et du célèbre diamant Hope qui est évalué à 250 millions de dollars à l'époque actuelle. Les Hope sont une célèbre dynastie bancaire néerlandaise, rivale de la famille Rothschild, qui figure parmi les familles les plus riches d'Europe à l'époque en étant les principaux financiers de l'impératrice russe Catherine II et de la Compagnie néerlandaise des Indes orientales (VOC). Amsterdam est un centre commercial international de diamants en raison de leurs relations avec le roi du Portugal, étant payé en diamants pour leurs prêts.
Après sa mort en 1854, le domaine est vendu à Clara Thornhill (plus tard Clarke-Thornhill). Charles Dickens est un grand ami de Clara et visite Rushton plusieurs fois. Le Haversham Hall fictif dans Great Expectations serait conçu à partir du manoir. En 1925, Louis (Ludwig) Breitmeyer, un directeur fondateur de la société De Beers loue Rushton Hall. Les Clarke-Thornhills possèdent la maison jusqu'en 1934. Après la mort de William Clarke-Thornhill, la maison est louée à un éventail de locataires, dont le mondain américain James J. Van Alen, marié à Emily Astor, fille de William Backhouse Astor Jr. (en) et belle-sœur de James Roosevelt Roosevelt, frère aîné du 32e président des États-Unis, Franklin D. Roosevelt. Malheureusement, son beau-frère John Jacob Astor IV meurt sur le Titanic dont il était le passager le plus riche. Leur fils épouse Margaret Van Alen Bruguiére (en), une nièce de Frederick William Vanderbilt. C'est James Van Allen qui rétablit de nombreux détails architecturaux Tudor et Jacobéens.
Il devient un bâtiment classé Grade I en 1951.
En 1957, elle devient une école pour enfants aveugles dirigée par le Royal National Institute of Blind People et est ouverte par la princesse Margaret sœur de la reine Élisabeth II. L'école déménage à Coventry en 2002.
La famille Hazelton achète la maison en août 2003 et la restaure pour l'ouvrir en tant qu'hôtel et spa 4 étoiles qui est officiellement inauguré par le prince Richard, duc de Gloucester en 2006.

## Domaine
Le domaine possède des jardins en terrasses formels du début du XXe siècle conçus par Thomas Mawson entre 1905 et 1909. Le reste du domaine est une propriété séparée de l'hôtel avec des éléments datant du XVIe siècle et avant. Le pavillon triangulaire du XVIe siècle situé dans l'ancien parc appartient à English Heritage et est ouvert au public.